# Paraputo markhamiae
Paraputo markhamiae är en insektsart som först beskrevs av De Lotto 1964.  Paraputo markhamiae ingår i släktet Paraputo och familjen ullsköldlöss.
Artens utbredningsområde är Uganda. Inga underarter finns listade i Catalogue of Life.